# Іванов Петро Гнатович
Петро Гнатович Іванов (1904-1945) — командир 34-го гвардійського кавалерійського полку 9-ї гвардійської кавалерійської дивізії 4-го гвардійського кавалерійського корпусу 2-го Українського фронту, гвардії майор.

## Біографія
Народився 15 лютого 1904 року в місті Уфа (нині столиця Башкортостану) в сім'ї робітника. Росіянин.
У Червоній Армії В 1918-35 роках і з 1941 року. Учасник Громадянської війни. В 1924 році закінчив школу комскладу імені ВЦВК, у 1933 році — бронетанкові курси удосконалення командного складу в Ленінграді, в 1934 році — початкову школу і партшколу, а в 1936 році — школу викладачів автосправи в Москві.
Учасник Другої світової війни з червня 1941 року.
Командир 34-го гвардійського кавалерійського полку (9-а гвардійська кавалерійська дивізія, 4-й гвардійський кавалерійський корпус, 2-й Український фронт) гвардії майор Іванов П.Г. 28 березня 1945 року при форсуванні річки Нітра, південніше міста Шурані (Чехія), незважаючи на сильний артилерійський вогонь противника, зумів організувати переправу і захопити плацдарм на західному березі. Після чого він повів свій полк в атаку на сильно укріплений пункт Бано-Кеса. В результаті Бано-Кеса був узятий, а плацдарм розширено. В цьому бою полк майора Іванова П.Г. знищив до 340 гітлерівців, 6 бронетранспортерів, захопив до 150 полонених.
9 квітня 1945 року полк наступав на головному напрямку дивізії — на населений пункт Ланжгот, що в 7 кілометрах на південний схід від міста Бржецлав. Гітлерівці, що засіли в траншеях і будинках, відчайдушно чинили опір. Їх сильний кулеметний вогонь і танки перешкоджали просуванню полку. Тоді гвардії майор Іванов П.Г. вийшов попереду бойових порядків і, надихаючи своїх бійців, захопив їх в атаку. В цьому бою відважний комполку П.Г. Іванов загинув смертю хоробрих. Похований у населеному пункті Куті, в 25 кілометрах на північ від міста Малацкі (Чехія).
Указом Президії Верховної Ради СРСР від 15 травня 1946 року за вміле командування полком, зразкове виконання бойових завдань командування і проявлені мужність і героїзм гвардії майору Іванову Петру Гнатовичу посмертно присвоєно звання Героя Радянського Союзу.
Нагороджений орденом Леніна, орденом Червоного Прапора.